# Kattegat (Schiff, 1928)
Das Tankschiff Kattegat der  Reederei John T. Essberger war ein 1928  bei den Schichau-Werken fertiggestelltes Motorschiff.
1940 wurde das Schiff im Rahmen des Unternehmens „Weserübung“ als Teil der sogenannten „Tankerstaffel“ eingesetzt und sollte nach Narvik gehen, das sie nicht erreichte. Am 9. April 1940 wurde sie nahe Bodø vor dem norwegischen Wachboot Nordkapp auf Grund gesetzt.

Im Juli 1940 wurde das Schiff wieder gehoben und nach Süden geschleppt. Die endgültige Reparatur im Raum Oslo wurde erst Ende 1943 beendet. Bis zum Kriegsende wurde die Kattegat noch mehrmals erheblich beschädigt und war seit einem Luftangriff im März 1945 nicht mehr einsatzbereit.
Das Norwegen zugesprochene Schiff wurde schließlich in Großbritannien repariert und von 1947 bis 1959 unter norwegischer Flagge als Sandar eingesetzt.

## Geschichte derKattegat
Die Kattegat war der erste bei Schichau für deutsche Rechnung gebaute Motortanker.

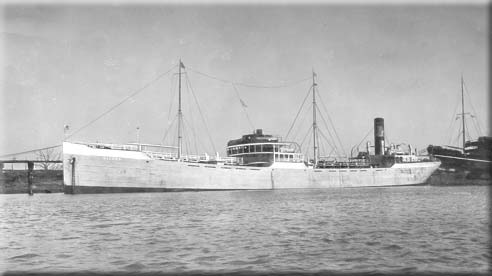
Sildra, das erste Tankmotorschiff der Schichau-Werke

Die Schichauwerke hatten 1925 ihr erstes Hochseemotorschiff mit der Karin für die sowjetische Handelsmarine gebaut. Im August 1927 folgte mit der 10.500 t tragenden Sildra der erste Motortanker für norwegische Rechnung, dem noch bis zum Jahresende zwei sehr ähnliche Schiffe mit Vinga und Spinanger folgten.

Im März 1928 wurde dann die etwas kleinere, 8500 t tragende Kattegat an die Atlantic Tank Rhederei GmbH ausgeliefert. Obwohl kleiner verwendete sie die Antriebseinheit der norwegischen Schiffe mit dem von Schichau in Lizenz gefertigten 6-Zylinder Sulzer-Dieselmotor 6S68 von 2700 PS. Im November folgte ihr das fast identische Schwesterschiff Skagerrak.

Die auftraggebende Reederei besaß seit 1927 schon drei sehr ähnliche Tanker mit der Adria, Biscaya und Mittelmeer von der AG Weser, die von etwas schwächeren 6-Zylinder MAN-Dieselmotoren angetrieben wurden.

Die anfangs in Bremen registrierte Reederei wechselte 1931 nach Hamburg und wurde schließlich 1936 zur Einzelfirma  John T. Essberger.
Von ihrer letzten Reise im Frieden traf die Kattegat am 6. August 1939 in Hamburg ein.

### Kriegseinsatz
Ein geplanter Umbau der Kattegat für den Gebrauch durch die Kriegsmarine bei der Germaniawerft in Kiel konnte dort wegen dringlicherer Aufgaben nicht durchgeführt werden.  Vom 9. bis zum 19. Oktober wurde sie dann beim Bremer Vulkan in Vegesack für den Einsatz mit der Flotte modifiziert und als Ölschiff 2 "KATTEGATT" vom Trossschiffverband in Wilhelmshaven in Dienst gestellt.
1940 wurde das Schiff im Rahmen des Unternehmens „Weserübung“ als Teil der sogenannten „Tankerstaffel“ eingesetzt, die aus vier großen und fünf kleinen Tankern unter 900 BRT bestand. Die Kattegat sollte mit 6000 m³ Heizöl, 1800 m³ Treiböl für U-Boote, 640 to. Destillat, 40 to. Turbinenschmieröl, 20 to. Motorenschmieröl, Proviant für 10 U-Boote, 540 m³ Trinkwasser, 270 kg Regelöl für Zerstörer und 270 kg Maschinenschmieröl nach Narvik gehen.

Sie lief in den Glomfjord südlich von Bodø, um nicht in von den Briten ausgebrachte Minenfelder zu geraten.  Am 9. April 1940 wurde sie nahe Bodø vor dem norwegischen Wachboot Nordkapp auf Grund gesetzt.

Im Juli 1940 wurde das Schiff wieder gehoben, als die Deutschen die Briten zum Rückzug und die Norweger zur Kapitulation gezwungen hatten. Ihr Ladung war noch weitgehend brauchbar und von den Deutschen nutzbar. Das nicht mehr selbst fahrfähige Schiff wurde in Etappen nach Süden geschleppt.  Eine anfangs in Bergen geplante Reparatur erwies sich als nicht durchsetzbar. Die endgültige Reparatur im Raum Oslo wurde erst Ende 1943 beendet. Bis zum Kriegsende wurde die Kattegat noch mehrmals erheblich beschädigt.
Während einer Routine-Werftliegezeit bei der Framnæs Mek.Værksted in Sandefjord wurde sie am 2. April 1945 beim Luftangriff des britischen Banff-Strike Wing mit den Mosquitos der RAF-Staffeln 143, 235, 248 und 333 auf die Werftanlagen in Sandefjord durch eine Raketentreffer am Heck schwer beschädigt und geriet in Brand. Bei dem Angriff wurden noch die norwegischen Frachter Concordia (5154 BRT) und William Blumer (3604 BRT) versenkt, die ebenfalls norwegischen Frachter Hektor (5742 BRT) und Belpamela (3165 BRT) und der deutsche Frachter Espana (7465 BRT) beschädigt, ohne dass die Angreifer einen Flugzeugverlust erlitten.  Seit diesem Luftangriff war die Kattegat nicht mehr einsatzbereit.
Das Norwegen zugesprochene Schiff wurde schließlich in Großbritannien repariert und von 1947 bis 1959 unter norwegischer Flagge als Sandar eingesetzt.